# 長谷川明子
長谷川 明子（はせがわ あきこ、4月14日 - ）は、日本の女性声優、歌手。茨城県出生、新潟県出身。アーツビジョン所属。
代表作は『THE IDOLM@STER』の星井美希。

## 略歴
茨城県で生まれ、新潟県で育つ。
代々木アニメーション学院声優タレント科卒業。その後、日本ナレーション演技研究所を経てアーツビジョンに所属。
2009年にテレビアニメ『アラド戦記』のエンディングテーマ「LEVEL∞」でソロデビュー。2011年9月には1stアルバム『Simply Lovely』を発表した。
2014年2月、一般男性との入籍を自身のブログにて発表。2015年8月には自身のブログにて、第1子となる男児の誕生を報告した。

## 人物
『THE IDOLM@STER』についてはオーディションの話をもらうまではあまりよく知らなかった。「ゲームセンターにあるらしい」と聞いて見に行ったが、筐体にプロデューサーが座って一生懸命プレイしており、その時に「たくさんの人がアイドルをプロデュースしてるんだあ」と感動していた。星井美希のオーディションの時はまだビジュアルがなく、当時のセリフもだいぶ違う感じだったが、自分なりに「きっとこういう感じの子なんだ」と思い、一生懸命やって合格した。その後、合格した理由を伺ったところ「声に生意気さがあって、そこがいい」と思っていたようで、長谷川も「その生意気さみたいな部分も美希の魅力なのかな」と思った。その後、美希のビジュアルを見ていた時は「ああ、この子のことが好きだな」と思ったという。
趣味・特技は散歩、早起き。
好物はおにぎり。おにぎりが好きになったきっかけは母が握ってくれた生たらこおにぎりが好きだったからであった。その時は弁当もから揚げも入ってたとしてもメインディッシュはおにぎりだったことから、おかずを食べてから最後におにぎりを食べていたという。イベント用のファンとのコールアンドレスポンスは「おにぎり波」、「磯くせぇーっ!」であるが、考案したのは「アイドルマスターシリーズ」で共演する友人の下田麻美。ある時に収録をしている際に下田と「コールアンドレスポンス的なものを考えよう」という話になり、下田が「おにぎり波」を考案して、「磯臭くなったほうがいいんじゃない!?」と盛り上がったことで、このコールアンドレスポンスが誕生したという。

## 出演
太字はメインキャラクター。

### テレビアニメ
2006年
- いぬかみっ!（子供B #12、ケイの母 #13）
- xxxHOLiC（ひまわりの友人 #13）

2007年
- 月面兎兵器ミーナ（月島チアA #3）
- D.C.II 〜ダ・カーポII〜（生徒 #10）

2009年
- はっけん たいけん だいすき! しまじろう #41

2010年
- 祝福のカンパネラ（ガーネット）

2011年
- THE IDOLM@STER（2011年 - 2012年、星井美希）- 1シリーズ+特別編
- しまじろう ヘソカ（くわ坊）

2012年
- しろくまカフェ（2012年 - 2013年、先生）
- ROBOTICS;NOTES（悠木ロゼッタ）

2013年
- ファンタジスタドール（小明）
- フォトカノ（成田瑠宇、新見の友人、原）
- ロウきゅーぶ!SS（葦原怜那）

2017年
- GRANBLUE FANTASY The Animation（マリー）

2020年
- アズールレーン（デイス）

2023年
- アイドルマスター ミリオンライブ！（星井美希）
- ウマ娘 プリティーダービー Season 3（サトノのトレーナー）

### 劇場アニメ
- THE IDOLM@STER MOVIE 輝きの向こう側へ!（2014年、星井美希[21]）

### OVA
2007年
- シルバニアファミリー（くるみリスちゃん）
- あゆまゆ劇場（茜の友達）

2008年
- THE IDOLM@STER Live For You! オリジナルアニメDVD（星井美希）

2009年
- こどものじかん 2学期（女子生徒 #1）

2011年
- オレ様キングダム（野々原のの）※ちゃお 2011年2・4・8・9・10月号付録
- 祝福のカンパネラOVA（ガーネット）

2012年
- 堀さんと宮村くん（綾崎レミ）

2014年
- THE IDOLM@STER SHINY FESTA（星井美希）- 3作品

### Webアニメ
- こぴはん（2011年、美柱沙遊[24]）
- Paperman the Animation（2011年、ミリィ）
- ぷちます! -プチ・アイドルマスター-（2013年 - 2014年、星井美希、あふぅ[25]、コウモリ♀、目覚まし時計さん）- 2シリーズ

### ゲーム
2007年
- アイドルマスターシリーズ（2007年 - 2025年、星井美希） - 25作品
- ファイアーエムブレム 暁の女神

2008年
- 魔界戦記ディスガイア3（サファイア・ロードナイト）

2009年
- アンティフォナの聖歌姫 〜天使の楽譜 Op.A〜（フェリシア、ダルセーニョ）
- ペーパーマン（ミリィ）
- 魔界戦記ディスガイア2 PORTABLE（サファイア） - DLC追加キャラクター

2010年
- クリミナルガールズ（キサラギ/如月恭華）
- 祝福のカンパネラ Portable（ガーネット）
- burst error -EVE The 1st.-（プリシア・レム・クライム）
- ティンクル☆くるせいだーすGoGo!（飛鳥井紫央）

2011年
- オレ様キングダム 恋もマンガもデビューを目指せ! ドキドキLOVEレッスン（野々原のの）
- バレットソウル -弾魂-（ユン）
- ファントムブレイカー（唯月）
- 魔界戦記ディスガイア3 Return（サファイア・ロードナイト）
- 魔界戦記ディスガイア4（アサギ）

2012年
- 圧倒的遊戯 ムゲンソウルズ（マリナ・カナンベール）
- オレ様キングダム イケメン彼氏をゲットしよ! もえキュン スクールデイズ（野々原のの）
- 神次元ゲイム ネプテューヌV（初代コンパちゃん） - DLC追加キャラクター
- フォトカノ（成田瑠宇）
- ROBOTICS;NOTES（悠木ロゼッタ）

2013年
- 圧倒的遊戯 ムゲンソウルズZ（マリナ）
- カオス ヒーローズ オンライン（ティリア）
- クリミナルガールズ INVITATION（キサラギ）
- ファンタジスタドール ガールズロワイヤル（小明）
- ファントムブレイカー:エクストラ（神埜唯月）
  - ファントムブレイカー:バトルグラウンド（神埜唯月）

- フォトカノ Kiss（成田瑠宇）

2014年
- グランブルーファンタジー（2014年 - 2022年、マリー）
- しんぐんデストロ〜イ!（星井美希）
- バレットソウル -インフィニットバースト-（天馬行空のユン）
- BREAK雀BURST（マリーカ）

2015年
- エビコレ フォトカノ Kiss（成田瑠宇）
- ファントムブレイカー:バトルグラウンド オーバードライブ（神埜唯月）

2016年
- テイルズ オブ アスタリア（星井美希）

2018年
- アズールレーン（デイス、フォルバン、ル・マルス）

2019年
- 御城プロジェクト:RE（肥前名護屋城）

2022年
- ソードアート・オンライン アンリーシュ・ブレイディング（星井美希）

2023年
- えとはなっ!～干支っ娘・花札バトル～（龍泉寺蘭子）

### 吹き替え
- ハンナ・モンタナ（キャシー）
- スターシップ・トゥルーパーズ3（ラム）
- ゴースト 〜天国からのささやき（エミリー/ホリー）
- コーリー ホワイトハウスでチョー大変!（アンディ）
- ダークロード〜闇夜の逃亡者〜（女性アナウンサー）
- ヤング・スーパーマン 4

### ドラマCD
2006年
- ドラマCD THE IDOLM@STER NEW STAGE01 - 03（星井美希）

2007年
- THE IDOLM@STER MASTER ARTIST 04 菊地真（星井美希）

2008年
- THE IDOLM@STER シリーズ（星井美希）
  - relations 第1巻初回限定版 特典ドラマCD 対決! アイドルファイトクラブ
  - Eternal Prism 01 - 03

- 魔界戦記ディスガイア3 ドラマCD〜奇奇怪怪!悪魔だらけの強化合宿!〜 Vol.1、2（サファイア）
- ティンクル☆くるせいだーす きらきらサウンドステージ#05 紫央&エミリナ（飛鳥井紫央）

2009年
- 幻想郷ミソギバライ（射命丸文）

2010年
- プリズム☆ま〜じカル まじかる☆ドラマCD（ダゼ）
- 幻想郷御伽草子〜Witches gathering〜（フランドール・スカーレット）
- 世界樹の迷宮III 絶海の優姫 ドラマCD（セリア・ゼオ・グランバニア）
- ペーパーマン ドラマCD（ミリィ）

2011年
- お前のご奉仕はその程度か?（冬倉詩憐）
- アイドルマスターブレイク! 第4巻限定版 特典ドラマCD（星井美希）
- ぷちます! -PETIT IDOLM@STER- ドラマCD Vol.1 - 2（星井美希、あふぅ）

2012年
- THE IDOLM@STER No Make!（星井美希）
- レンアイケイヤク（藤宮凪沙）

2014年
- アイドルマスター ワンフォーオール 初回限定版付属 スペシャルドラマCD「765プロが行く！トップアイドルのお仕事見学」（星井美希）
- RE:BORN〜仮面の男とリボンの騎士〜（ヘケート）※コミックス第1巻ドラマCD同梱版

2019年
- THE IDOLM@STER MILLION THE@TER GENERATION 13 りるきゃん 〜3 little candy〜（美希〈星井美希〉）

### オーディオドラマ
- THE IDOLM@STER NO Make!（2011年、星井美希）
- THE IDOLM@STER No Make+!（2015年、星井美希）

### ラジオドラマ
- WEBラジ☆ショッピングマスター（2007年、星井美希）

### ラジオ
※はインターネット配信。
- アイドルマスター P.S.プロデューサー（2008年 - 2009年、アニメイトTV※）
- ラジオdeアイマSTAR☆（2009年 - 2011年、アニメイトTV※）
- 福圓美里と長谷川明子のまじかるうぇーぶっ![65]（2010年、音泉※・ぺんしる公式サイト※）
- プリまじレィディオ（2010年、ぺんしる公式サイト※）
- VOICE CREW（2010年 - 2011年、NACK5他9局ネット、22代目パーソナリティー）
- ラジオdeアイマCHU!!（2011年 - 2014年、アニメイトTV※）
- 長谷川明子のSimply Lovely（2011年 - 2012年、HiBiKi Radio Station※）
- 長谷川明子のBright Dreams（2013年、HiBiKi Radio Station※）
- 長谷川明子のSinger Song Gamer（2013年、ファミ通.com公式サイト※、代理パーソナリティ）
- THE IDOLM@STER MUSIC ON THE RADIO（2019年、ニコニコ生放送※） - アシスタントパーソナリティー

### DJCD
2007年
- DJCD ラジオdeアイマSHOW! Vol.3

2009年
- DJCD EXTRA アイドルマスター P.S.プロデューサー PR For You!
- DJCD アイドルマスター P.S.プロデューサー Vol.1 - 3
- ラジオCD アンティフォナの聖歌姫ラジオ〜シモキタの楽譜〜（録り下ろしゲスト）

2010年
- DJCD ラジオdeアイマSTAR☆ SP01
- DJCD ラジオdeアイマSTAR☆ Summer Stage 2010

2011年
- DJCD ラジオdeアイマSTAR☆ SP02 〜Graduation〜
- DJCD ラジオdeアイマCHU!! EXTRA
- DJCD ラジオdeアイマCHU!! SP01 - 02

### 映像商品
2008年
- THE IDOLM@STER MASTER BOX IV（5月23日、「Go to the NEXTSTAGE!! THE IDOLM@STER GREAT PARTY」のライブパートダイジェスト映像が収録されたDVD付き）

2009年
- THE IDOLM@STER 4th ANNIVERSARY PARTY SPECIAL DREAM TOUR’S!!

2011年
- THE IDOLM@STER 5th ANNIVERSARY The world is all one !!
- ファミソン8BIT☆アイドルマスター BEST ALBUM + LIVE DVD（10月19日）
- THE IDOLM@STER 6th ANNIVERSARY SMILE SUMMER FESTIV@L!

2012年
- Animelo Summer Live 2011 -rainbow- 8.27
- THE IDOLM@STER 7th ANNIVERSARY 765PRO ALLSTARS みんなといっしょに!

2013年
- THE IDOLM@STER MUSIC FESTIV@L OF WINTER!!

2014年
- THE IDOLM@ STER 8th ANNIVERSARY HOP!STEP!!FESTIV@L!!!
- THE IDOLM@STER M@STERS OF IDOL WORLD!!2014

2017年
- THE IDOLM@STER PRODUCER MEETING 2017 765PRO ALLSTARS FUN TO THE NEW VISION!! EVENT Blu-ray PERFECT BOX（11月22日）

2018年
- THE IDOLM@STER 765 MILLIONSTARS HOTCHPOTCH FESTIV@L!! LIVE Blu-ray DAY2（11月21日）

2019年
- THE IDOLM@STER ニューイヤーライブ!! 初星宴舞 LIVE Blu-ray 絢爛装丁版（1月30日）

2020年
- バンダイナムコエンターテインメントフェスティバル 2days LIVE Blu-ray（9月9日）

2023年
- THE IDOLM＠STER 765PRO ALLSTARS LIVE SUNRICH COLORFUL LIVE Blu-ray（7月26日）
- THE IDOLM@STER M@STERS OF IDOL WORLD!!!!! 2023 Blu-ray PERFECT BOX!!!!!（12月13日）

### パチンコ・パチスロ
- THE IDOLM@STER LIVE in SLOT!（2012年、星井美希）
- Pフィーバー アイドルマスター ミリオンライブ!（2021年、星井美希）
- パチスロ アイドルマスター ミリオンライブ!（2021年、星井美希[74]）

### その他コンテンツ
- 鋼殻のレギオス（2006年、朗読ボイス）
- ボイノベ『無尽合体キサラギ』（2014年、ミキ[75]）
- 「THE IDOLM@STER 765プロダクション所属星井美希特別生配信」in SHOWROOM（あふぅTV）（2020年、星井美希）

## ディスコグラフィ

### シングル
|            | 発売日         | タイトル           | 規格品番  | 規格品番  | オリコン 最高位 |
| 初回限定盤 | 発売日         | タイトル           | 通常盤    |           | オリコン 最高位 |
| ---------- | -------------- | ------------------ | --------- | --------- | --------------- |
| 1st        | 2009年8月5日   | LEVEL∞             | -         | VGCD-1043 | 63位            |
| 2nd        | 2010年7月7日   | Sunrise!           | -         | VGCD-1048 | 81位            |
| 3rd        | 2010年10月27日 | I Can Fly          | -         | VGCD-1067 | 128位           |
| 4th        | 2011年4月20日  | 蒼凛のペンデュラム | -         | FVCG-1150 | 62位            |
| 5th        | 2012年10月24日 | ミラクルエール！   | -         | FVCG-1216 | 141位           |
| 6th        | 2013年5月29日  | 虹の彼方に         | FVCG-1242 | FVCG-1243 | 123位           |

### アルバム
|     | 発売日        | タイトル      | 規格品番  | オリコン 最高位 |
| --- | ------------- | ------------- | --------- | --------------- |
| 1st | 2011年9月21日 | Simply Lovely | FVCG-1174 | 122位           |

### 映像作品

#### ライブ映像
|     | タイトル                                    | 発売日        | 規格品番  | 規格品番  |
| DVD | タイトル                                    | 発売日        | BD        |           |
| --- | ------------------------------------------- | ------------- | --------- | --------- |
| 1st | 長谷川明子 1st Live “Simply Lovely” DVD     | 2012年3月21日 | ZMBH-7809 | -         |
| 2nd | 長谷川明子ソロライブ〜Birthday Party 2012〜 | 2012年9月26日 | ZMBH-8175 | ZMXH-8174 |

### タイアップ曲
| 楽曲               | タイアップ                                                               | 時期   |
| ------------------ | ------------------------------------------------------------------------ | ------ |
| LEVEL∞             | テレビアニメ『アラド戦記〜スラップアップパーティー〜』エンディングテーマ | 2009年 |
| Sunrise!           | PCゲーム『白銀のカルと蒼空の女王』エンディングテーマ                     | 2010年 |
| 2100年の東京タワー | FM西東京ラジオ『teknohauswt』オープニングテーマ                          | 2010年 |
| Stay Tuned!        | FM西東京ラジオ『teknohauswt』エンディングテーマ                          | 2010年 |
| I Can Fly          | ゲーム『クリミナルガールズ』オープニングテーマ                           | 2010年 |
| On Our Way         | ゲーム『クリミナルガールズ』エンディングテーマ                           | 2010年 |
| 蒼凛のペンデュラム | ゲーム『バレットソウル -弾魂-』オープニングテーマ                        | 2011年 |
| Fateful Actor      | ゲーム『ファントムブレイカー』エンディングテーマ                         | 2011年 |
| ミラクルエール！   | ゲーム『マジてん〜マジで天使を作ってみた〜』オープニングテーマ           | 2012年 |
| Dear my Angel      | ゲーム『マジてん〜マジで天使を作ってみた〜』エンディングテーマ           | 2012年 |

### ライブ公演
| 公演年 | 回数 | 形態       | タイトル                                        | 公演規模・会場                  |
| ------ | ---- | ---------- | ----------------------------------------------- | ------------------------------- |
| 2011年 | 1st  | 単発ライブ | 長谷川明子1stソロライブ "Simply Lovely"         | 10月22日、LIVE GATE TOKYO       |
| 2012年 | 2nd  | 単発ライブ | 長谷川明子ソロライブ〜Birthday Party 2012〜     | 4月8日、新宿BLAZE               |
| 2013年 | 3rd  | 単発ライブ | 長谷川明子Birthday Party〜素敵な夢をあなたと☆〜 | 4月14日、渋谷duo MUSIC EXCHANGE |

### キャラクターソング
| 発売日         | 商品名 | 歌 | 楽曲 | 備考                                                                                             |
| -------------- | --- | --- | --- | ------------------------------------------------------------------------------------------------ |
| 2006年12月20日 | THE IDOLM@STER MASTERWORK 00 私はアイドル♡                                                                                 | 星井美希（長谷川明子）、天海春香（中村繪里子）、如月千早（今井麻美） | 「私はアイドル♡」 「神さまのBirthday」 | ゲーム『THE IDOLM@STER』関連曲                                                                   |
| 2006年12月20日 | THE IDOLM@STER MASTERWORK 00 私はアイドル♡                                                                                 | IM@S ALLSTARS | 「THE IDOLM@STER」 | ゲーム『THE IDOLM@STER』関連曲                                                                   |
| 2007年2月28日  | THE IDOLM@STER MASTERWORK 02 relations                                                                                     | 星井美希（長谷川明子）、如月千早（今井麻美） | 「relations（M@STER VERSION）」 | ゲーム『THE IDOLM@STER』関連曲                                                                   |
| 2007年4月4日   | THE IDOLM@STER MASTER BOX II                                                                                               | 星井美希（長谷川明子） | 「太陽のジェラシー」 「おはよう!! 朝ご飯」 「9:02pm」 「Here we go !!」 「蒼い鳥」 「魔法をかけて!」 「エージェント夜を往く」 「First Stage」 「ポジティブ!」 「THE IDOLM@STER」 「GO MY WAY!!」 「思い出をありがとう」 「まっすぐ」 「My Best Friend」 「私はアイドル♡」 | ゲーム『THE IDOLM@STER』関連曲                                                                   |
| 2007年8月1日   | THE IDOLM@STER MASTER ARTIST 03 星井美希                                                                                   | 星井美希（長谷川明子） | 「ふるふるフューチャー☆」 「涙のハリケーン」 「すいみん不足」 「relations（M@STER VERSION）」 「私はアイドル♡」 「神さまのBirthday」 「i」 | ゲーム『THE IDOLM@STER』関連曲                                                                   |
| 2007年12月19日 | THE IDOLM@STER Christmas for you!                                                                                          | 天海春香（中村繪里子）、如月千早（今井麻美）、高槻やよい（仁後真耶子）、菊地真（平田宏美）、星井美希（長谷川明子） | 「サンタが町にやってくる」 「メリー」 | ゲーム『THE IDOLM@STER』関連曲                                                                   |
| 2007年12月19日 | THE IDOLM@STER Christmas for you!                                                                                          | 星井美希（長谷川明子） | 「星の降る街」 | ゲーム『THE IDOLM@STER』関連曲                                                                   |
| 2007年10月24日 | THE IDOLM@STER MASTER ARTIST FINALE 765プロ ALLSTARS                                                                       | IM@S ALLSTARS | 「団結」 | ゲーム『THE IDOLM@STER』関連曲                                                                   |
| 2007年10月24日 | THE IDOLM@STER MASTER ARTIST FINALE 765プロ ALLSTARS                                                                       | IM@S ALLSTARS+ | 「i」 | ゲーム『THE IDOLM@STER』関連曲                                                                   |
| 2008年2月13日  | THE IDOLM@STER MASTER LIVE 00 shiny smile                                                                                  | 星井美希（長谷川明子）、双海亜美 / 真美（下田麻美） | 「バレンタイン」 | ゲーム『THE IDOLM@STER LIVE FOR YOU!』関連曲                                                     |
| 2008年3月5日   | THE IDOLM@STER MASTER LIVE 01 REM@STER-A                                                                                   | 星井美希（長谷川明子）、三浦あずさ（たかはし智秋）、双海亜美（下田麻美） | 「GO MY WAY!!（REM@STER-A）」 | ゲーム『THE IDOLM@STER LIVE FOR YOU!』関連曲                                                     |
| 2008年3月5日   | THE IDOLM@STER MASTER LIVE 01 REM@STER-A                                                                                   | 星井美希（長谷川明子） | 「Here we go!!（REM@STER-A）」 | ゲーム『THE IDOLM@STER LIVE FOR YOU!』関連曲                                                     |
| 2008年3月5日   | THE IDOLM@STER MASTER LIVE 01 REM@STER-A                                                                                   | 天海春香（中村繪里子）、高槻やよい（仁後真耶子）、星井美希（長谷川明子）、三浦あずさ（たかはし智秋）、双海亜美 / 真美（下田麻美） | 「いっしょ」 | ゲーム『THE IDOLM@STER LIVE FOR YOU!』関連曲                                                     |
| 2008年4月5日   | ファミソン8BIT☆アイドルマスター 02 天海春香 / 星井美希                                                                     | 天海春香（中村繪里子）、星井美希（長谷川明子） | 「私はアイドル♡（『ワルキューレの伝説』ファミソン8BIT MIX）」 「太陽のジェラシー（『オーダイン』ファミソン8BIT MIX）」 「relations（『ギャプラス』ファミソン8BIT MIX）」 「THE IDOLM@STER（たろすけバスターNW MIX）」 | ゲーム『THE IDOOLM@STER』関連曲                                                                  |
| 2008年4月5日   | ファミソン8BIT☆アイドルマスター 02 天海春香 / 星井美希                                                                     | 星井美希（長谷川明子） | 「Shooting!!!（『F/A』NEW SONG）」 | ゲーム『THE IDOOLM@STER』関連曲                                                                  |
| 2008年4月30日  | THE IDOLM@STER MASTER BOX III                                                                                              | 星井美希（長谷川明子） | 「太陽のジェラシー（REMIX-A）」 「おはよう!! 朝ご飯（REMIX-A）」 「9:02pm（REMIX-A）」 「Here we go !!（REMIX-A）」 「蒼い鳥（REMIX-A）」 「魔法をかけて!（REMIX-A）」 「エージェント夜を往く（REMIX-A）」 「First Stage（REMIX-A）」 「ポジティブ!（REMIX-A）」 「THE IDOLM@STER（REMIX-A）」 「GO MY WAY!!（REMIX-A）」 「思い出をありがとう（REMIX-A）」 「relations（REMIX-A）」 「まっすぐ（REMIX-A）」 「My Best Friend（REMIX-A）」 「私はアイドル♡（REMIX-A）」 | ゲーム『THE IDOLM@STER LIVE FOR YOU!』関連曲                                                     |
| 2008年5月14日  | THE IDOLM@STER MASTER LIVE 03 Do-Dai                                                                                       | 高槻やよい（仁後真耶子）、双海亜美（下田麻美）、星井美希（長谷川明子） | 「Do-Dai（M@STER VERSION）」 | ゲーム『THE IDOLM@STER LIVE FOR YOU!』関連曲                                                     |
| 2008年5月14日  | THE IDOLM@STER MASTER LIVE 03 Do-Dai                                                                                       | 星井美希（長谷川明子） | 「My Best Friend（REM@STER-A）」 | ゲーム『THE IDOLM@STER LIVE FOR YOU!』関連曲                                                     |
| 2008年8月22日  | THE IDOLM@STER MASTER LIVE 0ENCORE                                                                                         | 星井美希（長谷川明子）、萩原雪歩（落合祐里香）、高槻やよい（仁後真耶子） | 「shiny smile（M@STER VERSION）」 | ゲーム『THE IDOLM@STER LIVE FOR YOU!』関連曲                                                     |
| 2008年8月22日  | THE IDOLM@STER MASTER LIVE 0ENCORE                                                                                         | 星井美希（長谷川明子） | 「THE IDOLM@STER（REM@STER-A）」 | ゲーム『THE IDOLM@STER LIVE FOR YOU!』関連曲                                                     |
| 2008年9月24日  | THE IDOLM@STER MASTER BOX IV                                                                                               | 星井美希（長谷川明子） | 「太陽のジェラシー（REMIX-B）」 「おはよう!! 朝ご飯（REMIX-B）」 「9:02pm（REMIX-B）」 「Here we go !!（REMIX-B）」 「蒼い鳥（REMIX-B）」 「魔法をかけて!（REMIX-B）」 「エージェント夜を往く（REMIX-B）」 「First Stage（REMIX-B）」 「ポジティブ!（REMIX-B）」 「THE IDOLM@STER（REMIX-B）」 「GO MY WAY!!（REMIX-B）」 「思い出をありがとう（REMIX-B）」 「relations（REMIX-B）」 「まっすぐ（REMIX-B）」 「My Best Friend（REMIX-B）」 「私はアイドル♡（REMIX-B）」 | ゲーム『THE IDOLM@STER LIVE FOR YOU!』関連曲                                                     |
| 2008年9月26日  | ティンクル☆くるせいだーす きらきらサウンドステージ#05 紫央&エミリナ                                                        | 飛鳥井紫央（長谷川明子）、エミリナ（今井麻美） | 「twinkle days」 「Wireless Cosmic」 | ゲーム『ティンクル☆くるせいだーすGoGo!』関連曲                                                   |
| 2008年11月19日 | THE IDOLM@STER BEST ALBUM 〜MASTER OF MASTER〜                                                                             | IM@S ALLSTARS | 「GO MY WAY!!」 | ゲーム『THE IDOLM@STER』関連曲                                                                   |
| 2008年11月19日 | THE IDOLM@STER BEST ALBUM 〜MASTER OF MASTER〜                                                                             | 高槻やよい（仁後真耶子）、星井美希（長谷川明子） | 「おはよう!! 朝ご飯（M@STER VERSION）」 | ゲーム『THE IDOLM@STER』関連曲                                                                   |
| 2008年11月19日 | THE IDOLM@STER BEST ALBUM 〜MASTER OF MASTER〜                                                                             | 星井美希（長谷川明子）、秋月律子（若林直美） | 「relations（M@STER VERSION）」 | ゲーム『THE IDOLM@STER』関連曲                                                                   |
| 2008年11月19日 | THE IDOLM@STER BEST ALBUM 〜MASTER OF MASTER〜                                                                             | 星井美希（長谷川明子）、如月千早（今井麻美） | 「思い出をありがとう（M@STER VERSION）」 | ゲーム『THE IDOLM@STER』関連曲                                                                   |
| 2008年11月19日 | THE IDOLM@STER BEST ALBUM 〜MASTER OF MASTER〜                                                                             | 水瀬伊織（釘宮理恵）、秋月律子（若林直美）、星井美希（長谷川明子） | 「私はアイドル♡（M@STER VERSION）」 | ゲーム『THE IDOLM@STER』関連曲                                                                   |
| 2008年12月10日 | THE IDOLM@STER MASTER SPECIAL 961 “オーバーマスター”                                                                       | 星井美希（長谷川明子）、我那覇響（沼倉愛美）、四条貴音（原由実） | 「オーバーマスター（M@STER VERSION）」 「KisS」 「聖なる夜に」 | ゲーム『THE IDOLM@STER SP』関連曲                                                                |
| 2009年3月18日  | THE IDOLM@STER MASTER BOX V                                                                                                | 星井美希（長谷川明子） | 「shiny smile」 「Do-Dai」 「my-song」 | ゲーム『THE IDOLM@STER LIVE FOR YOU!』関連曲                                                     |
| 2009年5月17日  | THE IDOLM@STER MASTER BOX catalog 08,09,11 COMPLETE                                                                        | 星井美希（長谷川明子） | 「shiny smile（REMIX-A）」 「Do-Dai（REMIX-A）」 「my song（REMIX-A）」 「i（REMIX-A）」 「shiny smile（REMIX-B）」 「Do-Dai（REMIX-B）」 「my song（REMIX-B）」 「i（REMIX-B）」 | ゲーム『THE IDOLM@STER LIVE FOR YOU!』関連曲                                                     |
| 2009年8月5日   | THE IDOLM@STER MASTER SPECIAL 06 星井美希・水瀬伊織                                                                        | 星井美希（長谷川明子） | 「ショッキングな彼」 「深紅」 「メリー」 | ゲーム『THE IDOLM@STER SP』関連曲                                                                |
| 2009年8月5日   | THE IDOLM@STER MASTER SPECIAL 06 星井美希・水瀬伊織                                                                        | 星井美希（長谷川明子）、水瀬伊織（釘宮理恵） | 「Do-Dai（REM@STER-A）」 「L・O・B・M」 | ゲーム『THE IDOLM@STER SP』関連曲                                                                |
| 2009年8月5日   | THE IDOLM@STER MASTER SPECIAL 06 星井美希・水瀬伊織                                                                        | 星井美希（長谷川明子）、我那覇響（沼倉愛美）、四条貴音（原由実） | 「Colorful Days（M@STER VERSION 12 Colors）」 | ゲーム『THE IDOLM@STER SP』関連曲                                                                |
| 2009年12月16日 | THE IDOLM@STER MASTER SPECIAL WINTER                                                                                       | 星井美希（長谷川明子）、高槻やよい（仁後真耶子）、双海亜美 / 真美（下田麻美） | 「あったかな雪」 | ゲーム『THE IDOLM@STER SP』関連曲                                                                |
| 2009年12月16日 | THE IDOLM@STER MASTER SPECIAL WINTER                                                                                       | 星井美希（長谷川明子） | 「一時間遅れの僕の天使〜Lately X'mas〜」 | ゲーム『THE IDOLM@STER SP』関連曲                                                                |
| 2009年12月16日 | THE IDOLM@STER MASTER SPECIAL WINTER                                                                                       | 三浦あずさ（たかはし智秋）、四条貴音（原由実）、如月千早（今井麻美）、星井美希（長谷川明子）、高槻やよい（仁後真耶子）、双海亜美 / 真美（下田麻美） | 「キミはメロディ（M@STER VERSION）」 | ゲーム『THE IDOLM@STER SP』関連曲                                                                |
| 2010年         | うたっておどろう！シルバニアファミリー                                                                                     | シルバニアのおともだち | 「明日になぁれ♪」 | OVA『シルバニアファミリー』エンディングテーマ                                                    |
| 2010年2月24日  | THE IDOLM@STER Vocal Collection 01                                                                                         | 天海春香（中村繪里子）、高槻やよい（仁後真耶子）、星井美希（長谷川明子） | 「J☆U☆M☆P」 | ラジオ『ラジオdeアイマSTAR☆』テーマソング                                                        |
| 2010年2月24日  | THE IDOLM@STER Vocal Collection 01                                                                                         | 星井美希（長谷川明子）、我那覇響（沼倉愛美）、四条貴音（原由実） | 「Melted Snow（961プロ Ver.）」 | ドラマCD『アイドルマスター Eternal Prism 03』挿入歌                                              |
| 2010年3月31日  | THE IDOLM@STER MASTER BOX VI                                                                                               | 星井美希（長谷川明子） | 「I Want」 「キラメキラリ」 「迷走Mind」 「目が逢う瞬間」 「スタ→トスタ→」 「隣に…」 「フタリの記憶」 「Kosmos, Cosmos」 「いっぱいいっぱい」 | ゲーム『THE IDOLM@STER SP』関連曲                                                                |
| 2010年4月21日  | THE IDOLM@STER Vocal Collection 02                                                                                         | 菊地真（平田宏美）、星井美希（長谷川明子）、四条貴音（原由実） | 「Virgin Load」 | ゲーム『THE IDOLM@STER』関連曲                                                                   |
| 2010年4月21日  | THE IDOLM@STER Vocal Collection 02                                                                                         | 天海春香（中村繪里子）、星井美希（長谷川明子） | 「Looking For Love」 | ラジオ『アイドルマスター P.S.プロデューサー』テーマソング                                        |
| 2010年4月21日  | THE IDOLM@STER Vocal Collection 02                                                                                         | 星井美希（長谷川明子）、我那覇響（沼倉愛美）、四条貴音（原由実） | 「ストレートラブ!（961プロ Ver.）」 「黒い犬」 | ドラマCD『アイドルマスター Eternal Prism』挿入歌                                                 |
| 2010年4月21日  | THE IDOLM@STER Vocal Collection 02                                                                                         | 天海春香（中村繪里子）、高槻やよい（仁後真耶子）、星井美希（長谷川明子） | 「FO(U)R（REMIX-A）」 | ラジオ『アイドルマスター Radio For You!』テーマソング                                            |
| 2010年6月2日   | THE IDOLM@STER BEST OF 765+876=!! VOL.02                                                                                   | 高槻やよい（仁後真耶子）、星井美希（長谷川明子） | 「バレンタイン」 | ゲーム『THE IDOLM@STER』関連曲                                                                   |
| 2010年6月2日   | THE IDOLM@STER BEST OF 765+876=!! VOL.02                                                                                   | 萩原雪歩（長谷優里奈）、秋月律子（若林直美）、星井美希（長谷川明子）、四条貴音（原由実）、秋月涼（三瓶由布子） | 「DREAM」 | ゲーム『THE IDOLM@STER』関連曲                                                                   |
| 2010年6月4日   | アイドルマスターブレイク! 第3巻限定版特典CD                                                                                | 星井美希（長谷川明子） | 「sugar sweet nightmare」 | 漫画『アイドルマスターブレイク!』関連曲                                                          |
| 2010年6月23日  | THE IDOLM@STER BEST OF 765+876=!! VOL.03                                                                                   | 菊地真（平田宏美）、三浦あずさ（たかはし智秋）、萩原雪歩（長谷優里奈）、双海亜美 / 真美（下田麻美）、星井美希（長谷川明子） | 「まっすぐ（M@STER VERSION）」 | ゲーム『THE IDOLM@STER』関連曲                                                                   |
| 2010年6月23日  | THE IDOLM@STER BEST OF 765+876=!! VOL.03                                                                                   | IM@S ALLSTARS++ | 「L・O・B・M」 | ゲーム『THE IDOLM@STER』関連曲                                                                   |
| 2010年6月23日  | THE IDOLM@STER BEST OF 765+876=!! VOL.03                                                                                   | 菊地真（平田宏美）、秋月律子（若林直美）、如月千早（今井麻美）、星井美希（長谷川明子）、我那覇響（沼倉愛美） | 「思い出をありがとう（M@STER VERSION）」 | ゲーム『THE IDOLM@STER』関連曲                                                                   |
| 2010年6月23日  | THE IDOLM@STER BEST OF 765+876=!! VOL.03                                                                                   | IM@S ALLSTARS1641 | 「THE IDOLM@STER」 | ゲーム『THE IDOLM@STER』関連曲                                                                   |
| 2010年7月3日   | THE IDOLM@STER BEST OF 765+876=!! THE iDRE@MLOST                                                                           | 星井美希（長谷川明子） | 「DREAM」 | ゲーム『THE IDOLM@STER』関連曲                                                                   |
| 2010年6月24日  | ティンクル☆くるせいだーす ボーカルコレクション                                                                             | 飛鳥井紫央（長谷川明子）、エミリナ（今井麻美） | 「twinkle days」 | ゲーム『ティンクル☆くるせいだーすGoGo!』関連曲                                                   |
| 2010年9月22日  | THE IDOLM@STER MASTER ARTIST 2 Prologue                                                                                    | 天海春香（中村繪里子）、星井美希（長谷川明子）、萩原雪歩（浅倉杏美）、我那覇響（沼倉愛美）、四条貴音（原由実） | 「THE IDOLM@STER 2nd-mix」 | ゲーム『THE IDOLM@STER 2』関連曲                                                                 |
| 2010年9月22日  | THE IDOLM@STER MASTER ARTIST 2 Prologue                                                                                    | IM@S 765PRO ALLSTARS | 「団結2010」 | ゲーム『THE IDOLM@STER 2』関連曲                                                                 |
| 2010年11月3日  | THE IDOLM@STER MASTER ARTIST 2 -FIRST SEASON- 01 天海春香                                                                  | 天海春香（中村繪里子）、我那覇響（沼倉愛美）、星井美希（長谷川明子） | 「Tip Taps Tip（Version Haruka）」 | ゲーム『THE IDOLM@STER 2』関連曲                                                                 |
| 2010年11月3日  | THE IDOLM@STER MASTER ARTIST 2 -FIRST SEASON- 02 我那覇響                                                                  | 我那覇響（沼倉愛美）、天海春香（中村繪里子）、星井美希（長谷川明子） | 「Tip Taps Tip（Version Hibiki）」 | ゲーム『THE IDOLM@STER 2』関連曲                                                                 |
| 2010年11月3日  | THE IDOLM@STER MASTER ARTIST 2 -FIRST SEASON- 03 星井美希                                                                  | 星井美希（長谷川明子） | 「Day of the future」 「ふるふるフューチャー☆」 「Squall」 「MEGARE!（M@STER VERSION）」 | ゲーム『THE IDOLM@STER 2』関連曲                                                                 |
| 2010年11月3日  | THE IDOLM@STER MASTER ARTIST 2 -FIRST SEASON- 03 星井美希                                                                  | 星井美希（長谷川明子）、天海春香（中村繪里子）、我那覇響（沼倉愛美） | 「Tip Taps Tip（Version Miki）」 | ゲーム『THE IDOLM@STER 2』関連曲                                                                 |
| 2010年11月4日  | クリミナルガールズ オリジナル・サウンドトラック                                                                            | キサラギ（長谷川明子） | 「鏡のヴィーナス」 | ゲーム『クリミナルガールズ』関連曲                                                               |
| 2011年2月9日   | The world is all one !! | 天海春香（中村繪里子）、我那覇響（沼倉愛美）、星井美希（長谷川明子） | 「The world is all one !!（M@STER VERSION）」 | ゲーム『THE IDOLM@STER 2』関連曲                                                                 |
| 2011年2月9日   | The world is all one !! | 765PRO ALLSTARS | 「The world is all one !!（M@STER VERSION）」 | ゲーム『THE IDOLM@STER 2』関連曲                                                                 |
| 2011年2月9日   | SMOKY THRILL | 星井美希（長谷川明子）、萩原雪歩（浅倉杏美）、高槻やよい（仁後真耶子） | 「チクタク」 | ゲーム『THE IDOLM@STER 2』関連曲                                                                 |
| 2011年6月25日  | THE IDOLM@STER MASTER BOX VII                                                                                              | 星井美希（長谷川明子） | 「Colorful Days」 「オーバーマスター」 「キミはメロディ」 「またね」 「L・O・B・M」 | ゲーム『THE IDOLM@STER SP』関連曲                                                                |
| 2011年8月10日  | THE IDOLM@STER ANIM@TION MASTER 01 READY!!                                                                                 | 765PRO ALLSTARS | 「READY!!（M@STER VERSION）」 | テレビアニメ『THE IDOLM@STER』オープニングテーマ                                                 |
| 2011年9月7日   | THE IDOLM@STER ANIM@TION MASTER 02                                                                                         | 765PRO ALLSTARS | 「The world is all one !!（M@STER VERSION）」 | テレビアニメ『THE IDOLM@STER』エンディングテーマ                                                 |
| 2011年9月7日   | THE IDOLM@STER ANIM@TION MASTER 02                                                                                         | 如月千早（今井麻美）、三浦あずさ（たかはし智秋）、菊地真（平田宏美）、星井美希（長谷川明子）、我那覇響（沼倉愛美）、秋月律子（若林直美） | 「MOONY」 | テレビアニメ『THE IDOLM@STER』エンディングテーマ                                                 |
| 2011年10月5日  | THE IDOLM@STER ANIM@TION MASTER 03                                                                                         | 765PRO ALLSTARS | 「THE IDOLM@STER」 | テレビアニメ『THE IDOLM@STER』エンディングテーマ                                                 |
| 2011年10月5日  | THE IDOLM@STER ANIM@TION MASTER 03                                                                                         | 765PRO ALLSTARS | 「L・O・B・M」 | テレビアニメ『THE IDOLM@STER』挿入歌                                                             |
| 2011年10月5日  | THE IDOLM@STER ANIM@TION MASTER 03                                                                                         | 765+876PRO ALLSTARS | 「GO MY WAY!!」 | テレビアニメ『THE IDOLM@STER』エンディングテーマ                                                 |
| 2011年11月9日  | THE IDOLM@STER ANIM@TION MASTER 04 CHANGE!!!!                                                                              | 765PRO ALLSTARS | 「CHANGE!!!!（M@STER VERSION）」 | テレビアニメ『THE IDOLM@STER』オープニングテーマ                                                 |
| 2011年11月9日  | THE IDOLM@STER ANIM@TION MASTER 04 CHANGE!!!!                                                                              | 星井美希（長谷川明子）、四条貴音（原由実）、秋月律子（若林直美） | 「We just started」 | テレビアニメ『THE IDOLM@STER』関連曲                                                             |
| 2011年11月30日 | THE IDOLM@STER ANIM@TION MASTER 05                                                                                         | 星井美希（長谷川明子） | 「マリオネットの心（M@STER VERSION）」 | テレビアニメ『THE IDOLM@STER』挿入歌                                                             |
| 2011年11月30日 | THE IDOLM@STER ANIM@TION MASTER 05                                                                                         | 天海春香（中村繪里子）、星井美希（長谷川明子）、如月千早（今井麻美）、高槻やよい（仁後真耶子）、萩原雪歩（浅倉杏美）、菊地真（平田宏美）、双海真美（下田麻美）、四条貴音（原由実）、我那覇響（沼倉愛美）                                                                               | 「自分REST@RT（M@STER VERSION）」 | テレビアニメ『THE IDOLM@STER』挿入歌                                                             |
| 2011年11月30日 | THE IDOLM@STER ANIM@TION MASTER 05                                                                                         | 765PRO ALLSTARS | 「i」 「MEGARE!（M@STER VERSION）」 | テレビアニメ『THE IDOLM@STER』エンディングテーマ                                                 |
| 2011年11月30日 | THE IDOLM@STER ANIM@TION MASTER 05                                                                                         | 天海春香（中村繪里子）、星井美希（長谷川明子）、如月千早（今井麻美）、双海亜美 / 真美（下田麻美）、四条貴音（原由実）、我那覇響（沼倉愛美） | 「Colorful Days（M@STER VERSION）」 | テレビアニメ『THE IDOLM@STER』エンディングテーマ                                                 |
| 2011年12月28日 | THE IDOLM@STER ANIM@TION MASTER 06                                                                                         | 如月千早（今井麻美）、天海春香（中村繪里子）、星井美希（長谷川明子）、高槻やよい（仁後真耶子）、萩原雪歩（浅倉杏美）、菊地真（平田宏美）、双海亜美 / 真美（下田麻美）、水瀬伊織（釘宮理恵）、三浦あずさ（たかはし智秋）、四条貴音（原由実）、我那覇響（沼倉愛美）                      | 「約束（TV VERSION）」 | テレビアニメ『THE IDOLM@STER』挿入歌                                                             |
| 2012年1月25日  | ループ | やゆゆ | 「ループ」 | Webアニメ『こぴはん』オープニングテーマ                                                          |
| 2012年1月25日  | ループ | やゆゆ | 「カナタ」 | Webアニメ『こぴはん』エンディングテーマ                                                          |
| 2012年2月1日   | THE IDOLM@STER ANIM@TION MASTER 07                                                                                         | 星井美希（長谷川明子）、高槻やよい（仁後真耶子）、萩原雪歩（浅倉杏美）、菊地真（平田宏美）、水瀬伊織（釘宮理恵）、秋月律子（若林直美） | 「My Wish」 | テレビアニメ『THE IDOLM@STER』挿入歌                                                             |
| 2012年2月1日   | THE IDOLM@STER ANIM@TION MASTER 07                                                                                         | 765PRO ALLSTARS | 「まっすぐ」 「いっしょ（NEW VERSION）」 | テレビアニメ『THE IDOLM@STER』エンディングテーマ                                                 |
| 2012年2月1日   | THE IDOLM@STER ANIM@TION MASTER 07                                                                                         | 765PRO ALLSTARS | 「READY!! & CHANGE!!!! SPECIAL EDITION」 「私たちはずっと…でしょう?」 | テレビアニメ『THE IDOLM@STER』挿入歌                                                             |
| 2012年8月15日  | THE IDOLM@STER ANIM@TION MASTER 生っすかSPECIAL 01                                                                         | 星井美希（長谷川明子）、四条貴音（原由実）、我那覇響（沼倉愛美） | 「きゅんっ! ヴァンパイアガール（M@STER VERSION）」 「初恋 〜一章 片想いの桜〜」 | テレビアニメ『THE IDOLM@STER』関連曲                                                             |
| 2012年8月15日  | THE IDOLM@STER ANIM@TION MASTER 生っすかSPECIAL 01                                                                         | 星井美希（長谷川明子） | 「ね〜え?」 「夢で逢えたら」 | テレビアニメ『THE IDOLM@STER』関連曲                                                             |
| 2012年11月28日 | ら♪ら♪ら♪わんだぁらんど | 765PRO ALLSTARS featuring ぷちどる | 「ら♪ら♪ら♪わんだぁらんど」 「ら♪ら♪ら♪わんだぁらんど（とろぴかる Remix）」 | Webアニメ『ぷちます! -プチ・アイドルマスター-』テーマソング                                      |
| 2013年1月30日  | THE IDOLM@STER ANIM@TION MASTER 生っすかSPECIAL CURTAIN CALL                                                               | 天海春香（中村繪里子）、星井美希（長谷川明子）、如月千早（今井麻美）、高槻やよい（仁後真耶子）、萩原雪歩（浅倉杏美）、我那覇響（沼倉愛美） | 「We Have A Dream（M@STER VERSION）」 | ゲーム『THE IDOLM@STER LIVE in SLOT!』テーマソング                                               |
| 2013年1月30日  | THE IDOLM@STER ANIM@TION MASTER 生っすかSPECIAL CURTAIN CALL                                                               | 星井美希（長谷川明子） | 「We just started」 | テレビアニメ『THE IDOLM@STER』関連曲                                                             |
| 2013年2月10日  | THE IDOLM@STER MASTER BOX VIII                                                                                             | 星井美希（長谷川明子） | 「The world is all one !!」 「MEGARE!」 「きゅんっ! ヴァンパイアガール」 「愛 LIKE ハンバーガー」 「Honey Heartbeat」 「Little Match Girl」 | ゲーム『THE IDOLM@STER 2』関連曲                                                                 |
| 2013年3月27日  | THE IDOLM@STER 第1巻特特装版特典CD                                                                                         | 天海春香（中村繪里子）、星井美希（長谷川明子）、如月千早（今井麻美）、高槻やよい（仁後真耶子） | 「ゆりゆららららゆるゆり大事件l」 | 漫画『THE IDOLM@STER』関連曲                                                                     |
| 2013年3月27日  | PETIT IDOLM@STER Twelve Seasons! Vol.11 星井美希 & あふぅ                                                                  | 星井美希（長谷川明子） | 「Closet Fashion Lover」 「ら♪ら♪ら♪わんだぁらんど」 「あ・り・が・と・YESTERDAYS」 | Webアニメ『ぷちます! -プチ・アイドルマスター-』関連曲                                            |
| 2013年4月10日  | THE IDOLM@STER ANIM@TION MASTER 生っすかSPECIAL 弦楽四重奏 初恋組曲                                                        | 星井美希（長谷川明子） | 「初恋 〜一章 片想いの桜〜」 | テレビアニメ『THE IDOLM@STER』関連曲                                                             |
| 2013年4月24日  | THE IDOLM@STER LIVE THE@TER PERFORMANCE 01 Thank You!                                                                      | 765 MILLIONSTARS | 「Thank You!」 | ゲーム『アイドルマスター ミリオンライブ！』テーマソング                                          |
| 2013年4月24日  | THE IDOLM@STER LIVE THE@TER PERFORMANCE 01 Thank You!                                                                      | 765PRO ALLSTARS | 「Thank You!」 | ゲーム『アイドルマスター ミリオンライブ！』テーマソング                                          |
| 2013年7月7日   | THE IDOLM@STER ANIM@TION MASTER READY!! ソロ・リミックス                                                                   | 星井美希（長谷川明子） | 「READY!!（M@STER VERSION）」 | テレビアニメ『THE IDOLM@STER』関連曲                                                             |
| 2013年9月15日  | THE IDOLM@STER ANIM@TION MASTER CHANGE!!!! ソロ・リミックス                                                                | 星井美希（長谷川明子） | 「CHANGE!!!!（M@STER VERSION）」 | テレビアニメ『THE IDOLM@STER』関連曲                                                             |
| 2013年9月18日  | THE IDOLM@STER 765PRO ALLSTARS+ GRE@TEST BEST! -THE IDOLM@STER HISTORY-                                                    | 765PRO ALLSTARS | 「MUSIC♪（M@STER VERSION）」 | ゲーム『THE IDOLM@STER SHINY FESTA』関連曲                                                       |
| 2013年9月18日  | ファンタジスタドール Character Song !! vol.2                                                                               | 小明（長谷川明子） | 「カラクリドール」 | テレビアニメ『ファンタジスタドール』関連曲                                                       |
| 2013年9月18日  | ファンタジスタドール Character Song !! vol.2                                                                               | ささら（津田美波）、カティア（徳井青空）、しめじ（赤﨑千夏）、マドレーヌ（大原さやか）、小明（長谷川明子） | 「いつもみんな一緒（ニルギリス Remix）」 | テレビアニメ『ファンタジスタドール』関連曲                                                       |
| 2013年9月25日  | THE IDOLM@STER LIVE THE@TER PERFORMANCE 06                                                                                 | 星井美希（長谷川明子） | 「追憶のサンドグラス」 | ゲーム『アイドルマスター ミリオンライブ！』関連曲                                                |
| 2013年9月25日  | THE IDOLM@STER LIVE THE@TER PERFORMANCE 06                                                                                 | 星井美希（長谷川明子）、伊吹翼（Machico）、北上麗花（平山笑美）、ジュリア（寺川愛美） | 「Marionetteは眠らない」 | ゲーム『アイドルマスター ミリオンライブ！』関連曲                                                |
| 2013年11月22日 | THE IDOLM@STER 765PRO ALLSTARS+ GRE@TEST BEST! -COOL&BITTER!-                                                              | 星井美希（長谷川明子）、萩原雪歩（浅倉杏美）、菊地真（平田宏美）、四条貴音（原由実） | 「edeN（M@STER VERSION）」 | ゲーム『THE IDOLM@STER SHINY FESTA』関連曲                                                       |
| 2014年1月29日  | M@STERPIECE | 765PRO ALLSTARS | 「M@STERPIECE」 | 劇場アニメ『THE IDOLM@STER MOVIE 輝きの向こう側へ!』テーマソング                                 |
| 2014年1月29日  | M@STERPIECE | 天海春香（中村繪里子）、星井美希（長谷川明子）、如月千早（今井麻美）、高槻やよい（仁後真耶子）、菊地真（平田宏美）、水瀬伊織（釘宮理恵）、双海亜美 / 真美（下田麻美）、三浦あずさ（たかはし智秋）、萩原雪歩（浅倉杏美）、我那覇響（沼倉愛美）、四条貴音（原由実）                      | 「M@STERPIECE（MOVIE VERSION）」 | 劇場アニメ『THE IDOLM@STER MOVIE 輝きの向こう側へ!』挿入歌                                       |
| 2014年1月29日  | M@STERPIECE | 765PRO ALLSTARS | 「THE IDOLM@STER（MOVIE VERSION）」 | 劇場アニメ『THE IDOLM@STER MOVIE 輝きの向こう側へ!』挿入歌                                       |
| 2014年6月18日  | ラムネ色 青春 | 765PRO ALLSTARS | 「ラムネ色 青春」 | 劇場アニメ『THE IDOLM@STER MOVIE 輝きの向こう側へ!』挿入歌                                       |
| 2014年6月18日  | ラムネ色 青春 | 765PRO ALLSTARS | 「READY!!（M@STER VERSION）」 | テレビアニメ『THE IDOLM@STER』関連曲                                                             |
| 2014年6月18日  | ラムネ色 青春 | 天海春香（中村繪里子）、星井美希（長谷川明子）、如月千早（今井麻美）、高槻やよい（仁後真耶子）、萩原雪歩（浅倉杏美）、菊地真（平田宏美）、双海真美（下田麻美）、四条貴音（原由実）、我那覇響（沼倉愛美）                                                                               | 「自分REST@RT（M@STER VERSION）」 | テレビアニメ『THE IDOLM@STER』関連曲                                                             |
| 2014年8月27日  | THE IDOLM@STER MASTER ARTIST 3 Prologue ONLY MY NOTE                                                                       | 765PRO ALLSTARS | 「ONLY MY NOTE（M@STER VERSION）」 「ワンフォーオール DLC2014年8月ソロ新曲メドレー」 | ゲーム『アイドルマスター ワンフォーオール』関連曲                                                |
| 2014年10月22日 | THE IDOLM@STER M@STERS OF IDOL WORLD!!2014 特典CD                                                                          | 天海春香（中村繪里子）、如月千早（今井麻美）、星井美希（長谷川明子）、島村卯月（大橋彩香）、渋谷凛（福原綾香）、本田未央（原紗友里）、春日未来（山崎はるか）、最上静香（田所あずさ）、伊吹翼（Machico）                                                                                | 「IDOL POWER RAINBOW」 | ライブイベント『THE IDOLM@STER M@STERS OF IDOL WORLD!!2014』テーマソング                         |
| 2014年10月22日 | THE IDOLM@STER M@STERS OF IDOL WORLD!!2014 特典CD                                                                          | 天海春香（中村繪里子）、如月千早（今井麻美）、星井美希（長谷川明子） | 「IDOL POWER RAINBOW」 | ライブイベント『THE IDOLM@STER M@STERS OF IDOL WORLD!!2014』テーマソング                         |
| 2015年3月25日  | THE IDOLM@STER LIVE THE@TER HARMONY 09                                                                                     | ミルキーウェイ | 「星屑のシンフォニア」 | ゲーム『アイドルマスター ミリオンライブ!』関連曲                                                 |
| 2015年6月3日   | THE IDOLM@STER MASTER ARTIST 3 04 星井美希                                                                                 | 星井美希（長谷川明子） | 「Nostalgia（M@STER VERSION）」 「きゅんっ！ヴァンパイアガール（M@STER VERSION）」 「Catch You Catch Me」 「高鳴る」 「99 Nights（M@STER VERSION）」 「ONLY MY NOTE（M@STER VERSION）」 | ゲーム『アイドルマスター ワンフォーオール』関連曲                                                |
| 2015年6月24日  | THE IDOLM@STER 765PRO LIVE THE@TER COLLECTION Vol.1                                                                        | 765PRO ALLSTARS | 「Welcome!!」 | ゲーム『アイドルマスター ミリオンライブ！』関連曲                                                |
| 2015年6月24日  | キミとボクのミライ 〜GRANBLUE FANTASY〜                                                                                    | ジータ（金元寿子）、ルリア（東山奈央）、ヴィーラ（今井麻美）、マリー（長谷川明子） | 「キミとボクのミライ」 | ゲーム『グランブルーファンタジー』関連曲                                                         |
| 2015年6月24日  | キミとボクのミライ 〜GRANBLUE FANTASY〜                                                                                    | マリー（長谷川明子） | 「キミとボクのミライ」 | ゲーム『グランブルーファンタジー』関連曲                                                         |
| 2015年9月30日  | THE IDOLM@STER LIVE THE@TER DREAMERS 01 Dreaming!                                                                          | MILLION ALLSTARS | 「Welcome!!」 | ゲーム『アイドルマスター ミリオンライブ!』関連曲                                                 |
| 2016年2月17日  | THE IDOLM@STER MASTER ARTIST 3 FINALE Destiny                                                                              | 765PRO ALLSTARS | 「Destiny（M@STER VERSION）」 | ゲーム『アイドルマスター ワンフォーオール』関連曲                                                |
| 2016年3月23日  | THE IDOLM@STER LIVE THE@TER DREAMERS 06                                                                                    | 大神環（稲川英里）、菊地真（平田宏美）、高坂海美（上田麗奈）、島原エレナ（角元明日香）、田中琴葉（種田梨沙）、永吉昴（斉藤佑圭）、福田のり子（浜崎奈々）、双海真美（下田麻美）、星井美希（長谷川明子）、舞浜歩（戸田めぐみ）                                                           | 「Dreaming!」 | ゲーム『アイドルマスター ミリオンライブ!』関連曲                                                 |
| 2016年3月23日  | THE IDOLM@STER LIVE THE@TER DREAMERS 06                                                                                    | 島原エレナ（角元明日香）、星井美希（長谷川明子） | 「Emergence Vibe」 | ゲーム『アイドルマスター ミリオンライブ!』関連曲                                                 |
| 2016年6月8日   | THE IDOLM@STER M@STERS OF IDOL WORLD!!2015 特典CD                                                                          | 天海春香（中村繪里子）、如月千早（今井麻美）、星井美希（長谷川明子）、島村卯月（大橋彩香）、渋谷凛（福原綾香）、本田未央（原紗友里）、春日未来（山崎はるか）、最上静香（田所あずさ）、伊吹翼（Machico）                                                                                | 「アイ MUST GO!」 | ライブイベント『THE IDOLM@STER M@STERS OF IDOL WORLD!!2015』テーマソング                         |
| 2016年6月8日   | THE IDOLM@STER M@STERS OF IDOL WORLD!!2015 特典CD                                                                          | 天海春香（中村繪里子）、如月千早（今井麻美）、星井美希（長谷川明子） | 「アイ MUST GO!」 | ライブイベント『THE IDOLM@STER M@STERS OF IDOL WORLD!!2015』テーマソング                         |
| 2016年7月20日  | THE IDOLM@STER PLATINUM MASTER 00 Happy!                                                                                   | 星井美希（長谷川明子）、高槻やよい（仁後真耶子）、菊地真（平田宏美）、双海亜美 / 真美（下田麻美）、四条貴音（原由実） | 「ザ・ライブ革命でSHOW!（M@STER VERSION）」 | ゲーム『アイドルマスター プラチナスターズ』関連曲                                                |
| 2016年9月21日  | THE IDOLM@STER PLATINUM MASTER 02 僕たちのResistance                                                                       | 高槻やよい（仁後真耶子）、如月千早（今井麻美）、星井美希（長谷川明子）、我那覇響（沼倉愛美） | 「僕たちのResistance（M@STER VERSION）」 | ゲーム『アイドルマスター プラチナスターズ』関連曲                                                |
| 2016年9月21日  | THE IDOLM@STER PLATINUM MASTER 02 僕たちのResistance                                                                       | 星井美希（長谷川明子）、我那覇響（沼倉愛美）、四条貴音（原由実） | 「インセインゲーム」 | ゲーム『アイドルマスター プラチナスターズ』関連曲                                                |
| 2017年1月28日  | THE IDOLM@STER PRODUCER MEETING 2017 765PRO ALLSTARS -Fun to the new vision!! 会場オリジナルCD MiracleResistanceアマテラス | 星井美希（長谷川明子） | 「僕たちのResistance（M@STER VERSION）」 | ゲーム『アイドルマスター プラチナスターズ』関連曲                                                |
| 2017年3月29日  | THE IDOLM@STER PLATINUM MASTER ENCORE 紅白応援V                                                                            | 765PRO ALLSTARS | 「紅白応援V」 「チェリー -PRODUCER MEETING 2017 MIX-」 「団結2010 -PRODUCER MEETING 2017 MIX-」 | イベント『THE IDOLM@STER PRODUCER MEETING 2017 765PRO ALLSTARS -Fun to the new vision!!-』関連曲 |
| 2017年3月29日  | THE IDOLM@STER PLATINUM MASTER ENCORE 紅白応援V                                                                            | 我那覇響（沼倉愛美）、星井美希（長谷川明子） | 「紅白応援V」 | イベント『THE IDOLM@STER PRODUCER MEETING 2017 765PRO ALLSTARS -Fun to the new vision!!-』関連曲 |
| 2017年7月26日  | THE IDOLM@STER MILLION THE@TER GENERATION 01 Brand New Theater!                                                            | 765 MILLION ALLSTARS | 「Brand New Theater!」 | ゲーム『アイドルマスター ミリオンライブ! シアターデイズ』テーマソング                            |
| 2017年7月26日  | THE IDOLM@STER MILLION THE@TER GENERATION 01 Brand New Theater!                                                            | 765 MILLION ALLSTARS | 「Dreaming!」 | ゲーム『アイドルマスター ミリオンライブ！ シアターデイズ』関連曲                                 |
| 2017年12月22日 | THE IDOLM@STER MASTER PRIMAL POPPIN' YELLOW                                                                                | 星井美希（長谷川明子）、萩原雪歩（浅倉杏美）、水瀬伊織（釘宮理恵）、三浦あずさ（たかはし智秋） | 「虹のデスティネーション」 | ゲーム『アイドルマスター』関連曲                                                                 |
| 2017年12月22日 | THE IDOLM@STER MASTER PRIMAL POPPIN' YELLOW                                                                                | 星井美希（長谷川明子）、水瀬伊織（釘宮理恵） | 「始めのDon't worry」 | ゲーム『アイドルマスター』関連曲                                                                 |
| 2017年12月22日 | THE IDOLM@STER STELLA MASTER 00 ToP!!!!!!!!!!!!!                                                                           | 765PRO ALLSTARS | 「ToP!!!!!!!!!!!!!（M＠STER VERSION）」 | ゲーム『アイドルマスター ステラステージ』関連曲                                                  |
| 2017年12月27日 | THE IDOLM@STER MILLION THE@TER GENERATION 03 エンジェルスターズ                                                            | エンジェルスターズ | 「Brand New Theater!」 | ゲーム『アイドルマスター ミリオンライブ！ シアターデイズ』関連曲                                 |
| 2018年1月5日   | THE IDOLM@STER ニューイヤーライブ!! 初星宴舞 会場オリジナルCD                                                              | 星井美希（長谷川明子） | 「インセインゲーム」 | ゲーム『アイドルマスター プラチナスターズ』関連曲                                                |
| 2018年1月5日   | THE IDOLM@STER ニューイヤーライブ!! 初星宴舞 会場オリジナルCD                                                              | 水瀬伊織（釘宮理恵）、星井美希（長谷川明子）、四条貴音（原由実） | 「99 Nights（M@STER VERSION）」 | ゲーム『アイドルマスター ワンフォーオール』関連曲                                                |
| 2018年1月5日   | THE IDOLM@STER LIVE THE@TER SOLO COLLECTION 05 765PRO ALLSTARS                                                             | 星井美希（長谷川明子） | 「Marionetteは眠らない」 | ゲーム『アイドルマスター ミリオンライブ！』関連曲                                                |
| 2018年3月14日  | THE IDOLM@STER STELLA MASTER 02 星彩ステッパー                                                                             | 水瀬伊織（釘宮理恵）、双海亜美 / 真美（下田麻美）、星井美希（長谷川明子） | 「星彩ステッパー（M@STER VERSION）」 | ゲーム『アイドルマスター ステラステージ』関連曲                                                  |
| 2018年4月4日   | THE IDOLM@STER MILLION LIVE! M@STER SPARKLE 08                                                                             | 765 MILLION ALLSTARS | 「Brand New Theater!」 | ゲーム『アイドルマスター ミリオンライブ！ シアターデイズ』関連曲                                 |
| 2018年6月13日  | THE IDOLM@STER STELLA MASTER ENCORE shy→shining                                                                            | 765PRO ALLSTARS | 「shy→shining（M@STER VERSION）」 | ゲーム『アイドルマスター ステラステージ』関連曲                                                  |
| 2018年6月13日  | THE IDOLM@STER STELLA MASTER ENCORE shy→shining                                                                            | 星井美希（長谷川明子） | 「shy→shining（M@STER VERSION）」 | ゲーム『アイドルマスター ステラステージ』関連曲                                                  |
| 2018年8月29日  | THE IDOLM@STER MILLION THE@TER GENERATION 11 UNION!!                                                                       | 765 MILLION ALLSTARS | 「UNION!!」 「Welcome!!」 | ゲーム『アイドルマスター ミリオンライブ！ シアターデイズ』関連曲                                 |
| 2019年1月9日   | THE IDOLM@STER 初星-mix | 765PRO ALLSTARS | 「THE IDOLM@STER 初星-mix」 | ライブイベント『THE IDOLM@STER ニューイヤーライブ!! 初星宴舞』関連曲                             |
| 2019年1月30日  | THE IDOLM@STER ニューイヤーライブ!! 初星宴舞 LIVE Blu-ray 絢爛装丁版 特典CD                                                | 765PRO ALLSTARS | 「THE IDOLM@STER 初星-mix ロングイントロver.」 | ライブイベント『THE IDOLM@STER ニューイヤーライブ!! 初星宴舞』関連曲                             |
| 2019年6月26日  | THE IDOLM@STER MILLION THE@TER GENERATION 18 765PRO ALLSTARS                                                               | 765PRO ALLSTARS | 「LEADER!!」 「Brand New Theater!」 | ゲーム『アイドルマスター ミリオンライブ！ シアターデイズ』関連曲                                 |
| 2019年7月24日  | THE IDOLM@STER MILLION THE@TER WAVE 01 Flyers!!!                                                                           | 765 MILLION ALLSTARS | 「Flyers!!!」 | ゲーム『アイドルマスター ミリオンライブ！ シアターデイズ』関連曲                                 |
| 2019年9月25日  | THE IDOLM@STER MILLION THE@TER WAVE 03                                                                                     | Xs | 「ラビットファー」 「Dreamy Dream」 | ゲーム『アイドルマスター ミリオンライブ！ シアターデイズ』関連曲                                 |
| 2020年8月26日  | THE IDOLM@STER MILLION THE@TER WAVE 10 Glow Map                                                                            | 765 MILLION ALLSTARS | 「Glow Map」 | ゲーム『アイドルマスター ミリオンライブ！ シアターデイズ』関連曲                                 |
| 2020年9月30日  | なんどでも笑おう | THE IDOLM@STER FIVE STARS!!! | 「なんどでも笑おう」 | 「アイドルマスターシリーズ」関連曲                                                               |
| 2020年9月30日  | なんどでも笑おう【765PRO ALLSTARS盤】                                                                                      | 765PRO ALLSTARS | 「なんどでも笑おう」 | 「アイドルマスターシリーズ」関連曲                                                               |
| 2020年9月30日  | なんどでも笑おう【765PRO ALLSTARS盤】                                                                                      | 星井美希（長谷川明子） | 「なんどでも笑おう」 | 「アイドルマスターシリーズ」関連曲                                                               |
| 2021年2月10日  | THE IDOLM@STER MASTER ARTIST 4 07 星井美希                                                                                 | 星井美希（長谷川明子） | 「アプデ」 「イジワルしないで 抱きしめてよ」 「部屋とYシャツと私」 「マジで…!?」 「New Me, Continued」 | 『アイドルマスター』関連曲                                                                       |
| 2021年7月28日  | THE IDOLM@STER MILLION THE@TER SEASON Harmony 4 You                                                                        | 765 MILLION ALLSTARS | 「Harmony 4 You」 | ゲーム『アイドルマスター ミリオンライブ！ シアターデイズ』関連曲                                 |
| 2021年7月28日  | THE IDOLM@STER MILLION THE@TER SEASON Harmony 4 You                                                                        | 765PRO ALLSTARS | 「EVERYDAY STARS!!」 | ゲーム『アイドルマスター ミリオンライブ！ シアターデイズ』関連曲                                 |
| 2021年10月6日  | THE IDOLM@STER STARLIT SEASON 00 GR@TITUDE                                                                                 | Project LUMINOUS | 「GR@TITUDE」 | ゲーム『アイドルマスター スターリットシーズン』関連曲                                            |
| 2021年10月6日  | THE IDOLM@STER STARLIT SEASON 00 GR@TITUDE 日本コロムビア盤                                                                | 765PRO ALLSTARS | 「GR@TITUDE」 | ゲーム『アイドルマスター スターリットシーズン』関連曲                                            |
| 2021年12月1日  | THE IDOLM@STER STARLIT SEASON 01                                                                                           | Project LUMINOUS | 「THE IDOLM@STER」 | ゲーム『アイドルマスター スターリットシーズン』関連曲                                            |
| 2021年12月1日  | THE IDOLM@STER STARLIT SEASON 01                                                                                           | 765PRO ALLSTARS、MILLIONSTARS | 「Thank you!」 | ゲーム『アイドルマスター スターリットシーズン』関連曲                                            |
| 2021年12月1日  | THE IDOLM@STER STARLIT SEASON 01                                                                                           | 765PRO ALLSTARS、シャイニーカラーズ | 「Spread the Wings!!」 | ゲーム『アイドルマスター スターリットシーズン』関連曲                                            |
| 2022年1月19日  | THE IDOLM@STER STARLIT SEASON 02                                                                                           | 765PRO ALLSTARS、シャイニーカラーズ | 「READY!!」 | ゲーム『アイドルマスター スターリットシーズン』関連曲                                            |
| 2022年1月19日  | THE IDOLM@STER STARLIT SEASON 02                                                                                           | 765PRO ALLSTARS、CINDERELLA GIRLS、MILLIONSTARS | 「Brand New Theater!」 | ゲーム『アイドルマスター スターリットシーズン』関連曲                                            |
| 2022年1月19日  | THE IDOLM@STER STARLIT SEASON 02                                                                                           | 星井美希（長谷川明子）、萩原雪歩（浅倉杏美）、高槻やよい（仁後真耶子）、双海亜美 / 真美（下田麻美）、城ヶ崎美嘉（佳村はるか）、諸星きらり（松嵜麗）、伊吹翼（Machico）、桜守歌織（香里有佐）、小宮果穂（河野ひより）、奧空心白（田中あいみ）                                           | 「夏のBang!!」 | ゲーム『アイドルマスター スターリットシーズン』関連曲                                            |
| 2022年1月26日  | THE IDOLM@STER MILLION LIVE! M@STER SPARKLE2 04                                                                            | 星井美希（長谷川明子） | 「DATE PARADE!」 | ゲーム『アイドルマスター ミリオンライブ！ シアターデイズ』関連曲                                 |
| 2022年3月2日   | THE IDOLM@STER STARLIT SEASON 03                                                                                           | 765PRO ALLSTARS、MILLIONSTARS | 「UNION!!」 | ゲーム『アイドルマスター スターリットシーズン』関連曲                                            |
| 2022年3月2日   | THE IDOLM@STER STARLIT SEASON 03                                                                                           | 星井美希（長谷川明子）、萩原雪歩（浅倉杏美）、高槻やよい（仁後真耶子）、双海亜美 / 真美（下田麻美）、城ヶ崎美嘉（佳村はるか）、諸星きらり（松嵜麗）、伊吹翼（Machico）、桜守歌織（香里有佐）、小宮果穂（河野ひより）、田中摩美々（菅沼千紗）、奧空心白（田中あいみ）、亜夜（日高里菜） | 「全力★ドリーミングガールズ」 | ゲーム『アイドルマスター スターリットシーズン』関連曲                                            |
| 2022年4月13日  | THE IDOLM@STER STARLIT SEASON 04                                                                                           | 星井美希（長谷川明子）、四条貴音（原由実）、我那覇響（沼倉愛美）、DIAMANT | 「オーバーマスター（M@STER VERSION）」 | ゲーム『アイドルマスター スターリットシーズン』関連曲                                            |
| 2022年4月13日  | THE IDOLM@STER STARLIT SEASON 04                                                                                           | 765PRO ALLSTARS | 「IDOL☆HEART」 | ゲーム『アイドルマスター スターリットシーズン』関連曲                                            |
| 2022年4月13日  | THE IDOLM@STER STARLIT SEASON 04                                                                                           | Project LUMINOUS、DIAMANT | 「GR＠TITUDE」 | ゲーム『アイドルマスター スターリットシーズン』関連曲                                            |
| 2022年4月13日  | THE IDOLM@STER STARLIT SEASON 04                                                                                           | 765PRO ALLSTARS、奥空心白（田中あいみ）、亜夜（日高里菜） | 「なんどでも笑おう」 | ゲーム『アイドルマスター スターリットシーズン』関連曲                                            |
| 2022年4月13日  | THE IDOLM@STER STARLIT SEASON 04                                                                                           | 星井美希（長谷川明子）、四条貴音（原由実）、我那覇響（沼倉愛美） | 「お願い！シンデレラ（M@STER VERSION）」 | ゲーム『アイドルマスター スターリットシーズン』関連曲                                            |
| 2022年7月9日   | THE IDOLM@STER LIVE THE@TER SOLO COLLECTION 10 765PRO ALLSTARS                                                             | 星井美希（長谷川明子） | 「Emergence Vibe」 | ゲーム『アイドルマスター ミリオンライブ！』関連曲                                                |
| 2022年7月9日   | THE IDOLM@STER 765PRO ALLSTARS LIVE SUNRICH COLORFUL コロムビア会場オリジナルCD                                            | 星井美希（長谷川明子） | 「虹のデスティネーション」 | ゲーム『アイドルマスター』関連曲                                                                 |
| 2022年7月27日  | THE IDOLM@STER MILLION THE@TER SEASON 夢にかけるRainbow                                                                    | 765 MILLION ALLSTARS | 「夢にかけるRainbow」 | ゲーム『アイドルマスター ミリオンライブ！ シアターデイズ』関連曲                                 |
| 2022年7月27日  | THE IDOLM@STER MILLION THE@TER SEASON 夢にかけるRainbow                                                                    | エンジェルスターズ | 「夢にかけるRainbow」 | ゲーム『アイドルマスター ミリオンライブ！ シアターデイズ』関連曲                                 |
| 2022年10月26日 | THE IDOLM@STER MILLION THE@TER SEASON SHADE OF SPADE                                                                       | SHADE OF SPADE | 「ESPADA」 「Harmony 4 You」 | ゲーム『アイドルマスター ミリオンライブ！ シアターデイズ』関連曲                                 |
| 2022年10月26日 | THE IDOLM@STER MILLION THE@TER SEASON SHADE OF SPADE                                                                       | 星井美希（長谷川明子）、舞浜歩（戸田めぐみ）、最上静香（田所あずさ）、篠宮可憐（近藤唯）、中谷育（原嶋あかり） | 「Criminally Dinner 〜正餐とイーヴルナイフ〜」 | ゲーム『アイドルマスター ミリオンライブ！ シアターデイズ』関連曲                                 |
| 2022年12月14日 | THE IDOLM@STER MILLION THE@TER VARIETY 02                                                                                  | 765 MILLION ALLSTARS | 「Brand New Theater! 〜Brand New Year Ver.〜」 | ゲーム『アイドルマスター ミリオンライブ！ シアターデイズ』関連曲                                 |
| 2023年2月11日  | THE IDOLM@STER M@STERS OF IDOL WORLD!!!!! 2023 なんどでも笑おう                                                            | 765PRO ALLSTARS | 「なんどでも笑おう」 | 「アイドルマスターシリーズ」関連曲                                                               |
| 2023年2月11日  | THE IDOLM@STER M@STERS OF IDOL WORLD!!!!! 2023 なんどでも笑おう                                                            | 星井美希（長谷川明子） | 「なんどでも笑おう」 | 「アイドルマスターシリーズ」関連曲                                                               |
| 2023年3月23日  | THE IDOLM@STER 765 MILLION ALLSTARS BEST                                                                                   | 765 MILLION ALLSTARS | 「Thank You!（765 MILLION ALLSTARS ver.）」 「夢にかけるRainbow（Brand New Ver.）」 「Crossing!」 | ゲーム『アイドルマスター ミリオンライブ！ シアターデイズ』関連曲                                 |
| 2023年7月26日  | THE IDOLM@STER 765PRO LIVE THE@TER COLLECTION Vol.2                                                                        | 765PRO ALLSTARS | 「Dreaming!」 「UNION!!」 「Flyers!!!」 「Glow Map」 「Harmony 4 You」 「夢にかけるRainbow」 | ゲーム『アイドルマスター ミリオンライブ！ シアターデイズ』関連曲                                 |
| 2023年7月26日  | THE IDOLM@STER MILLION LIVE! グッドサイン                                                                                  | 765 MILLION ALLSTARS | 「グッドサイン」 | ゲーム『アイドルマスター ミリオンライブ！ シアターデイズ』関連曲                                 |
| 2023年7月26日  | THE IDOLM@STER MILLION LIVE! グッドサイン                                                                                  | 765PRO ALLSTARS | 「グッドサイン」 | ゲーム『アイドルマスター ミリオンライブ！ シアターデイズ』関連曲                                 |
| 2024年2月21日  | THE IDOLM@STER MILLION ANIMATION THE@TER START THE DREAM                                                                   | 765 MILLIONSTARS | 「READY!!（Anime ver.）」 | テレビアニメ『アイドルマスター ミリオンライブ！』挿入歌                                          |
| 2024年3月20日  | THE IDOLM@STER MILLION THE@TER VARIETY 05                                                                                  | 望月杏奈（夏川椎菜）、高槻やよい（仁後真耶子）、星井美希（長谷川明子）、木下ひなた（田村奈央）、ジュリア（愛美） | 「はぴ！やば！まいまいんど！」 | ゲーム『アイドルマスター ミリオンライブ！ シアターデイズ』関連曲                                 |
| 2024年6月26日  | THE IDOLM@STER MILLION MOVEMENT OF ASTROLOGIA 01 SunRiser                                                                  | 双海亜美（下田麻美）、秋月律子（若林直美）、星井美希（長谷川明子）、高槻やよい（仁後真耶子）、双海真美（下田麻美） | 「SunRiser」 | ゲーム『アイドルマスター ミリオンライブ！ シアターデイズ』関連曲                                 |
| 2024年7⽉31⽇  | THE IDOLM@STER MILLION LIVE! 7Days A Week!!                                                                                | 765 MILLION ALLSTARS | 「7Days A Week!!」 「DIAMOND DAYS」 | ゲーム『アイドルマスター ミリオンライブ！ シアターデイズ』関連曲                                 |
| 2024年7⽉31⽇  | THE IDOLM@STER LIVE THE@TER SOLO COLLECTION 「DIAMOND DAYS」 765PRO ALLSTARS                                               | 星井美希（長谷川明子） | 「DIAMOND DAYS」 | ゲーム『アイドルマスター ミリオンライブ！ シアターデイズ』関連曲                                 |
| 2024年12月11日 | アイ NEED YOU（FOR WONDERFUL STORY）【765PRO ALLSTARS盤】                                                                  | THE IDOLM@STER BRILLIANT STARS | 「アイ NEED YOU（FOR WONDERFUL STORY）」 | 「アイドルマスターシリーズ」20周年記念楽曲                                                       |
| 2024年12月11日 | アイ NEED YOU（FOR WONDERFUL STORY）【765PRO ALLSTARS盤】                                                                  | 765PRO ALLSTARS | 「アイ NEED YOU（FOR WONDERFUL STORY）」 | 「アイドルマスターシリーズ」20周年記念楽曲                                                       |
| 2024年12月11日 | アイ NEED YOU（FOR WONDERFUL STORY）【765PRO ALLSTARS盤】                                                                  | 星井美希（長谷川明子） | 「アイ NEED YOU（FOR WONDERFUL STORY）」 | 「アイドルマスターシリーズ」20周年記念楽曲                                                       |
| 2025年         | | | |                                                                                                  |
| 2月26日        | THE IDOLM@STER MILLION ARMOR ACE＆BEYOND                                                                                   | 星井美希（長谷川明子）、北沢志保（雨宮天）、エミリー・スチュアート（郁原ゆう）、高山紗代子（駒形友梨）、中谷育（原嶋あかり） | 「Lullaby for Armors」 | ゲーム『アイドルマスター ミリオンライブ！ シアターデイズ』関連曲                                 |

### その他参加楽曲
| 発売日         | 商品名                                 | 歌                                 | 楽曲 | 備考                                                      |
| -------------- | -------------------------------------- | ---------------------------------- | --- | --------------------------------------------------------- |
| 2007年5月30日  | THE IDOLM@STER RADIO TOP×TOP!          | たかはし智秋、今井麻美、長谷川明子 | 「ちょこっとLOVE」 | ラジオ『THE IDOLM@STER RADIO』関連曲                      |
| 2008年6月4日   | THE IDOLM@STER RADIO COLORFUL MEMORIES | 長谷川明子                         | 「甘えんぼ」 | ラジオ『THE IDOLM@STER RADIO』関連曲                      |
| 2009年3月25日  | THE IDOLM@STER RADIO 歌道場            | 長谷川明子                         | Believe」 | ラジオ『THE IDOLM@STER RADIO』関連曲                      |
| 2009年9月18日  | DG-10                                  | DG-10                              | 「ハイスクールララバイ」 「アメフリカエル」 「DG-10」                                                                   |                                                           |
| 2009年9月18日  | LOVE SYNTHESIZER!                      | DG-10                              | 「Rock'n Rouge」 「シンセサイザーに恋して」 「I LOVE YOU」                                                              |                                                           |
| 2009年9月18日  | LOVE SYNTHESIZER!                      | VFC（長谷川明子）                  | 「Rock'n Rouge（VFC Ver.）」                                                                                            |                                                           |
| 2009年12月23日 | GOLDEN SYNTHESIZER!                    | DG-10                              | 「風の谷のナウシカ」 「GHOSTBUSTERS」 「Wonderful Christmastime」 「ワタクシタチハ」                                    |                                                           |
| 2009年12月23日 | GOLDEN SYNTHESIZER!                    | VFC（長谷川明子）                  | 「風の谷のナウシカ（VFC Ver.）」                                                                                        |                                                           |
| 2010年1月27日  | GREEN SYNTHESIZER!                     | VCF（長谷川明子）、VCA（又吉愛）   | 「技ありっ!（VCF-VCA ver.）」                                                                                           |                                                           |
| 2010年1月27日  | GREEN SYNTHESIZER!                     | DG-10                              | 「GHOSTBUSTERS（佐野電磁 remix）」 「VCO-VCF-VCA（koishistyle remix）」 「VCO-VCF-VCA（koishistyle remix a cappella）」 |                                                           |
| 2011年3月2日   | ラストエンゲージ                       | Secret Character                   | 「ラストエンゲージ」 | ゲーム『魔界戦記ディスガイア4』オープニングテーマ         |
| 2012年1月1日   | fripSide PC game compilation vol.1     | 今井麻美、長谷川明子               | 「STAR☆CARNIVAL」 | ゲーム『ティンクル☆くるせいだーす STARLIT BRAVE!!』主題歌 |
| 2013年7月24日  | ラジオdeアイマCHU!! スペシャルCD       | Honey Citrus                       | 「Mon Chéri」 「れでぃお☆マジかる」 「れでぃお☆マジかる（short version）」                                              | ラジオ『ラジオdeアイマCHU!!』テーマソング                 |